# Dyscritulus suffolciensis
Dyscritulus suffolciensis är en stekelart som först beskrevs av Morley 1933.  Dyscritulus suffolciensis ingår i släktet Dyscritulus och familjen bracksteklar. Inga underarter finns listade i Catalogue of Life.